# كيفن كيني
كيفن كيني (بالإنجليزية: Kevin Kenny)‏ هو لاعب دارت بريطاني، ولد في 3 أبريل 1961 في ليفربول في المملكة المتحدة.

## وصلات خارجية
- كيفن كيني على موقع DartsDatabase.co.uk (الإنجليزية)